# Johannes Pawlik
Johannes Pawlik (* 7. Juni 1923 in Blumenthal bei Bremen; † 9. November 2020 in Bremen) war ein deutscher Maler, Grafiker, Autor und Kunstpädagoge.

## Leben und Werk
Nach dem Abitur und Abschluss einer Malerlehre studierte Pawlik dekorative Malerei an der staatlichen Kunstschule Bremen, unter anderem bei Wilhelm Heckrott und August Welp. 1949 wechselte er an die Akademie der bildenden Künste Karlsruhe und war dort bis 1952 Meisterschüler bei Erich Heckel. Von Heckel kamen die Anregungen zu linearen Holzschnitten, die heute als Pawliks künstlerisches Hauptwerk betrachtet werden können. Während des Studiums bildete er eine Ateliergemeinschaft mit dem Maler und Grafiker Heinz Kupfernagel. Von 1954 bis 1985 war Pawlik als Kunstpädagoge an Bremer Gymnasien tätig. Nach seiner Pensionierung arbeitete er weiter als freischaffender Künstler und veröffentlichte mehrere Fachbücher zum Thema Farbenlehre.
Am 9. November 2020 verstarb Johannes Pawlik im Alter von 97 Jahren in seinem Haus in Bremen-Lesum.

## Publikationen
- Theorie der Farbe. DuMont, Köln 1990, ISBN 3-7701-0510-9
- Praxis der Farbe. Bildnerische Gestaltung. DuMont, Köln 1981, ISBN 3-7701-1238-5
- Goethe Farbenlehre. DuMont, Köln 1992, ISBN 3-7701-0747-0
- Malen lernen. Eine Einführung in künstlerische Maltechniken. DuMont, Köln 1988, ISBN 3-7701-0831-0
- Bildende Kunst. Begriffe und Reallexikon. DuMont, Köln 1987, ISBN 3-7701-0465-X

## Ausstellungen (Auswahl)
- 1951: VIII Ausstellung der Badischen Secession – Staatliche Kunsthalle Baden-Baden mit Erich Heckel und Otto Dix
- 1961: Helms Museum, Hamburg-Harburg (gemeinsam mit Heinz Kupfernagel)
- 1988: Haus der Bürgerschaft, Bremen
- 2003: Overbeck-Museum, Bremen-Vegesack, das Holzschnittwerk